# Lijst van voetbalinterlands Nederland - Wales (vrouwen)
Deze lijst van voetbalinterlands is een overzicht van alle voetbalwedstrijden tussen de nationale vrouwenteams van Nederland en Wales. Nederland en Wales hebben zes keer tegen elkaar gespeeld. De eerste wedstrijd was op 21 juli 1979 in Rimini. 

## Wedstrijden
| № | Plaats      | Datum            | Competitie           | Wedstrijd         | Uitslag |
| - | ----------- | ---------------- | -------------------- | ----------------- | ------- |
| 1 | Rimini      | 21 juli 1979     | Vriendschappelijk    | Wales − Nederland | 0 − 2   |
| 2 | Volendam    | 26 augustus 2007 | EK 2009 kwalificatie | Nederland − Wales | 2 − 1   |
| 3 | Newport     | 20 februari 2008 | EK 2009 kwalificatie | Wales − Nederland | 0 − 1   |
| 4 | Velsen-Zuid | 25 november 2012 | Vriendschappelijk    | Nederland − Wales | 2 − 0   |
| 5 | Rotterdam   | 8 juli 2017      | Vriendschappelijk    | Nederland − Wales | 5 − 0   |
| 6 | Luzern      | 5 juli 2025      | EK 2025              | Nederland − Wales | 3 − 0   |

## Samenvatting
| Competitie        | Totaal gespeeld | Winst Nederland | Gelijk | Winst Wales | Doelsaldo Nederland – Wales |
| ----------------- | --------------- | --------------- | ------ | ----------- | --------------------------- |
| EK-eindronde      | 1               | 1               | 0      | 0           | 3 − 0                       |
| EK-kwalificatie   | 2               | 2               | 0      | 0           | 3 − 1                       |
| Vriendschappelijk | 3               | 3               | 0      | 0           | 9 − 0                       |
| Totaal            | 6               | 6               | 0      | 0           | 15 − 1                      |